# 엘 엑스타뇨 레토르노 데 디아나 살라사르
《엘 엑스타뇨 레토르노 데 디아나 살라사르》(스페인어: El extraño retorno de Diana Salazar)은 1988년 방영된 멕시코의 텔레노벨라이다.